# Горб, Татьяна Викторовна
Татьяна Викторовна Горб (род. 18 января (по другим данным 18 ноября) 1965 года, Киев, Украинская ССР, СССР) — советская гандболистка, бронзовый призёр Олимпийских игр в Сеуле-88 и Барселоне-92, чемпионка мира 1986 года, Заслуженный мастер спорта СССР (1984).

## Биография
Гандболом начала заниматься в Киеве. Одна из ведущих гандболисток киевского клуба «Спартак» в 80-е годы (в составе с 1982 года).
В начале 90-х вместе с родителями уехала в Германию (отец по национальности немец), где в 1993 году получила гражданство. Карьеру завершила в 1994 году.
Дочь Арвен — гандболистка.

## Достижения
- Двукратный бронзовый призёр Олимпийских игр в Сеуле 1988 года (в 5 играх забросила 10 мячей) и Барселоне 1992 года (в 5 играх забросила 14 мячей).
- Чемпионка мира 1986 года.
- Обладатель Кубка Европейских чемпионов 1985, 1986, 1987.
- 6-кратная чемпионка СССР — подряд с 1983 по 1988 годы[4].